# Río Petrohué
Río Petrohué är ett vattendrag  i Chile.   Det ligger i regionen Región de Los Lagos, i den södra delen av landet, 900 km söder om huvudstaden Santiago de Chile. Vattendragets källa är Lago Todos los Santos och det mynnar ut i Reloncavi Estuary. 
I omgivningen kring Río Petrohué växer i huvudsak blandskog och området är nästan obefolkat, med mindre än två invånare per kvadratkilometer.